# Загорянський-Кисіль Сергій Фадейович
Сергій Фадейович Загорянський-Кисіль (7 грудня 1816 — 20 січня 1885, Миколаїв) — віце-адмірал чорноморського флоту, комендант Миколаївського порту. Батько Аполлінарія Сергійовича Загорянського-Кисіля.

## Історія Життя
Сергій Фадейович Загорянський-Кисіль народився 7 грудня 1816 року. Походив з дворян Смоленської губернії. Виховувався в морському кадетському корпусі, з якого випущений 21 грудня 1835 року мічманом в 33 флотський екіпаж. У 1838 році, перебуваючи в складі чорноморської флотилії на бригу «Фемістокл» і беручи участь у битві з горянами, що напали на екіпажі військових суден, що зазнала катастрофи, був нагороджений орденом св. Станіслава 3 ступеня з мечами. У 1841 році зведений в чин лейтенанта; у 1849 році призначений командиром буксир-пароплава «Сулим», в 1852 році отримав під свою команду шхуну «Дротик», з переходом у 39 флотський екіпаж капітан-лейтенантом.
Під час Кримської війни 1853-1856 років командував бригом «Меркурій» (1853), а потім завідував п'ятьма канонерськими човнами і п'ятьма козацькими баркасами (1854-1855 роки). Брав участь у 18 морських кампаніях, за що був нагороджений орденом святого Георгія, Сергій Фадейович й по закінченню війни залишився служити на флоті.

## Життя на Миколаївщині
Упродовж 1864-1866 років командував Миколаївськими портовими екіпажами. У 1861 році переведений у капітани 2-го рангу, а 1864 року — 1-го рангу. 13 лютого 1867 року, по скороченні Чорноморської флотилії і скасування Миколаївського портового екіпажу, був прикомандирований до чорноморського флотського екіпажу. У документах, датованих 1872 роком, капітан 1-го рангу С. Ф. Загорянський-Кисіль значиться в списку членів правління Миколаївського благодійного товариства.
У 1873 році призначений завідувачем інвалідними хуторами поблизу Миколаєва з назначенням в контр-адмірали. У 1879 році призначений Миколаївським комендантом. У 1884 році переведений у віце-адмірали. Був членом військово-морського суду в Миколаївському порту (1869—1870), членом піклування Миколаївського регального училища (1876—1879) і Миколаївського піклувальної про в'язниці комітету.
Помер 20 січня 1885 року.

## Нагороди
- Орден Святого Станіслава 3-й ст. (1838),
- Орден Святої Анни 3-й ст. (1849),
- Орден Святого Георгія 4-й ст. (1856),
- Орден Святого Святослава 2-й ст. (1864),
- Орден Святой Анни 2-й ст. (1872),
- Орден Святого Володимира 4-й ст. (1872),
- Орден Святого Володимира 3-й ст. (1876),
- Орден Святого Святослава 1-й ст. (1879)